# Södermanlands runinskrifter 329
Södermanlands runinskrifter 329 är ett försvunnet vikingatida runstensfragment av sandsten som funnits i Åkers kyrka, Åkers socken och Strängnäs kommun. Stenen hittades 1854 i golvet i vapenhuset. 1896 däremot rapporterade Erik Brate att den låg den i prästgårdens trädgård. 1919 kunde Brate dock inte återfinna den. Fragmentets storlek var 1896 0,75 gånger 0,54 meter.

## Inskriften
Translitterering av runraden:
[aimuntr : let ... ... (k)uþ salu · ha...]
Normalisering till runsvenska:
Æimundr let ... [Hialpi] Guð salu ha[ns].
Översättning till nusvenska:
Emund lät ... Hjälpe Gud hans själ.